# Jessica Wagner
Jessica Wagner (Cape Coral, 24 marzo 1991) è una pallavolista statunitense,  centrale dell'Haris.

## Carriera

### Club
La carriera di Jessica Wagner inizia nei tornei scolastici della Florida con la North Fort Myers HS. Dopo il diploma gioca a livello universitario per la Tampa, partecipando alla NCAA Division II dal 2012 al 2015, raggiungendo due volte la Final 4 e vincendo il titolo nazionale nel 2014.
Nel gennaio 2016 firma il suo primo contratto professionistico in Spagna, partecipando alla seconda parte della Superliga Femenina de Voleibol nella stagione 2015-16 con l'Alcobendas; resta nel campionato iberico anche nella stagione seguente, difendendo però i colori dell'Haris, club col quale vince la Supercoppa spagnola e la Coppa della Regina, venendo premiata come MVP del torneo, oltre a raggiungere le finali scudetto.
Nel campionato 2017-18 gioca nella Lentopallon Mestaruusliiga finlandese col Kangasala, mentre nel campionato successivo veste la maglia del Kanti nella Lega Nazionale A svizzera: dopo due annate con le elvetiche, nella stagione 2020-21 fa ritorno all'Haris. 

## Palmarès

### Club
- NCAA Division II: 1

2014
- Coppa della Regina: 1

2016-17
- Supercoppa spagnola: 1

2016

### Premi individuali
- 2017 - Coppa della Regina: MVP